# Trình duyệt ngoại tuyến
Trình duyệt ngoại tuyến là một nhóm các chương trình đặc biệt. Nó có công dụng tải nhanh một trang web về máy, và nó tải nguyên trang luôn. Khi tải xong, người dùng có thể copy về máy các nhân của mình để xem chi tiết tin tức trên trang web đó.

## Danh sách
| Tên                   | Nhà phát hành                            | Giấy phép     | Nền tảng                   |       |
| --------------------- | ---------------------------------------- | ------------- | -------------------------- | ----- |
| Golden CommPass (GCP) | Creative Systems Programming Corporation | Paid          | OS/2                       | [ a ] |
| Hamster               | Mathias Dolidon                          | Free software | Windows, Linux, OS X, Unix | [ 1 ] |
| HTTrack               | HTTrack.com                              | Free software | Windows, Linux, OS X, Unix | [ 2 ] |
| Leech                 | Universal Commerce, Issaquah             | Shareware     | Windows                    | [ 3 ] |
| MR/2                  | Knight Writer Software Company           | Shareware     | OS/2                       | [ b ] |
| MR/2 PM               | Knight Writer Software Company           | Shareware     | OS/2                       | [ b ] |
| MR/2 ICE              | Secant Alphacat                          | Shareware     | OS/2 Windows               | [ c ] |
| GoldED                | Odinn Sørensen                           | GPL           | DOS                        | [ d ] |
| Off Line Xpress       | Mustang Software, Inc.                   | Paid          | DOS                        | [ e ] |
| ScrapBook             | Mozilla Add-ons                          | Freeware      | Cross-platform             | [ 5 ] |
| TapCIS                | CompuServe Information Service (CIS)     | Shareware     | DOS                        | [ a ] |
| Offline Explorer      | Metaproducts                             | Paid          | Windows                    | [ 6 ] |